# Paco Camarasa Yáñez
Paco Camarasa Yáñez (València, 1950 - Barcelona, 2 d'abril de 2018) va ser un llibreter i activista cultural especialitzat en novel·la negra.
Nascut a València es va traslladar Barcelona on va obrir i va dirigir durant dotze anys (2002-2015) la llibreria Negra i Criminal, al carrer de la Sal del barri de la Barceloneta, llavors l'única especialitzada en novel·la negra d'Espanya i que es va convertir en referència del gènere.
Va exercir com a comissari del festival internacional BCNegra fins a l'any 2017 (quan va passar el relleu a l'escriptor Carlos Zanón, un esdeveniment cultural i literari que va començar l'any 2005, tot aprofitant que l'Ajuntament de Barcelona celebrava l'Any del Llibre i volia dedicar diversos actes en memòria d'un Manuel Vázquez Montalbán. L'any 2008 es va instaurar el Premi Crims de Tinta, que s'atorga anualment a novel·les de gènere negre, policíac o d'intriga escrites originalment en català.
Com a escriptor ha publicat Sangre en los estantes, una recopilació alfabètica dels grans autors de novel·la negra i policíaca, on situa l'origen del gènere l'any 1841, quan Edgar Allan Poe va escriure el relat Els crims del carrer Morgue.
Per la seva trajectòria, l'any 2017 va rebre la Medalla d'Or al Mèrit Cultural de Barcelona de mans de l'alcaldessa Ada Colau.

## Obra
- Camarasa, Paco. Sangre en los estantes (en castellà).  Editorial Destino, 2016, p. 464. ISBN 978-84-233-5165-7 [Consulta: 19 gener 2018].[9]

## Premis i reconeixements
- Medalla d'Or al Mèrit Cultural de Barcelona (2017).[10]

- Premi Francisco González Ledesma (2017).[11]